# Euphorbia brachyphylla
Euphorbia brachyphylla es una especie fanerógama perteneciente a la familia Euphorbiaceae. 

## Distribución y hábitat
Es endémica de Madagascar donde se encuentra en la Provincia de Toliara. Se hábitat natural son las áreas rocosas. Está tratada en peligro de extinción por pérdida de hábitat. 

## Taxonomía
Euphorbia brachyphylla fue descrita por Marcel Denis y publicado en Euphorb. Iles Austr. Afr. 80. 1921.
Etimología
Euphorbia: nombre genérico que deriva del médico griego del rey Juba II de Mauritania (52 a 50 a. C. - 23), Euphorbus, en su honor – o en alusión a su gran vientre –  ya que usaba médicamente Euphorbia resinifera. En 1753 Carlos Linneo asignó el nombre a todo el género.
brachyphylla: epíteto latino que significa "con pequeñas hojas".